# Godert de Leeuw
Godert de Leeuw (Ermelo, 31 juli 1967) is een Nederlands oud-profwielrenner die beroepsrenner was in 1996 en 1997. Momenteel werkt De Leeuw als bankmedewerker.
De Leeuw reed in diverse ploegen samen met zijn broer Jan. Beiden hebben na hun respectievelijke prof- en semiprofloopbaan nog enkele jaren hun ervaring overgedragen aan jongere renners. Dit deden zij in het shirt van de wielervereniging Eemland uit Amersfoort.

## Belangrijkste overwinningen
1987
- NK op de weg, militairen

1991
- Ronde van Midden-Nederland

1993
- 2e etappe Deel B Teleflex Tour
- 5e etappe Olympia's Tour
- Ronde van Midden-Nederland

1994
- 7e etappe Teleflex Tour

1995
- 3e etappe Teleflex Tour

1996
- Trofeo Alcudia (onderdeel Challenge Mallorca)

1997
- Dwars door Gendringen
- 5e etappe Ronde van Rijnland-Palts
- Omloop van het Meetjesland

1998
- Omloop Houtse Linies

## Ploegen
- 1996 - Foreldorado-Golff
- 1996 - Foreldorado-Golff